# الضحاك بن مزاحم
الضحاك بن مزاحم الهلالي  تابعي، مفسّر، وأحد رواة الحديث النبوي، روى له أصحاب السنن الأربعة.

## سيرته
الضحاك بن مزاحم من بني هلال، وكنيته أبو محمد، وقيل أبو القاسم، قال الذهبي: «صاحب التفسير كان من أوعية العلم، وليس بالمجود لحديثه ، وهو صدوق في نفسه»، وكان له أخوان: محمد ومسلم، أصله من بلخ، وكان يقيم بها مدة، وبسمرقند مدة، وببخارى مدة، واشتهر بِأن أمه قد حملت به سنتين كاملتين، وقد ولد وله أسنان، وكان معلم كُتّاب، يعلم الصبيان، ولا يأخذ منهم شيئا. أخد التفسير عن سعيد بن جبير عن عبد الله بن عباس، وقدم الضحاك مرو، وسمع منه
التفسير عُبَيد بن سُلَيْمان، مولى عبد الرحمن بن مسلم الباهلي.

يُؤثر عنه الزهد، عن قيس بن مسلم قال: «كان الضحاك إذا أمسى بكى فيقول: لا أدري ما صعد اليوم من عملي»، وكان يقول: «حق على كل من تعلم القرآن أن يكون فقيهًا. وتلا قول الله: كُونُوا رَبَّانِيِّينَ بِمَا كُنْتُمْ تُعَلِّمُونَ الْكِتَابَ.»، اشتهر بعمله في التفسير، وقال سفيان الثوري: 
| الضحاك بن مزاحم | خذوا التفسير من أربعة: سعيد بن جبير، ومجاهد، وعكرمة، والضحاك. | الضحاك بن مزاحم |

ومن أقواله في التفسير: في تفسير قوله: ﴿هُوَ مَعَهُمْ أَيْنَ مَا كَانُوا﴾ قال: «هو فوق العرش وعلمه معهم».
توفي سنة 102 هـ وقيل 105 هـ وقيل 106 هـ، ذكر محمد بن سعد البغدادي في وفاته: «لما حضرت الضّحّاك الوفاةُ أرسل إليّ فقال: لا أحسبُني إلاّ ميّتًا فيما بيني وبين الصبح، فلا أُلْفَينّك إذا مُتّ تُنادي مات الضّحّاك مات الضّحّاك، من يسمع النداء جاء. اضْرِبْ يدك في غُسْلي وأكثر في مساجدي من الطيب وكفّنّي في الأكفان من هذه البياض وَسَطًا من هذه الأكفان. وإيّاك وما أحدث النّاس من هذا الضريح، ادْفّني في لحد، فإذا حملتْني الرجال على عواتقها فلا أُلفينّك تمشي بي مَشْيَ العروسِ، مشيًا بين المَشْيين دون الخَبَب وفوق الخُطى، فإن وجدتَ لَبِنًا فَلَبِنٌ وإلاّ فمن خشاش الأرض، فإذا وضعتَني في لحدي فسوّيتَ عليّ اللبنَ فارْفع لبنة من عند رأس أخيك ثمّ انْظر إلى مضجعه، ثمّ شُنْ شأنك؛ فإذا دفنتَني ونَفَضَتِ الرّجال أيديها عنّي فقُمْ عند رأس قبري واستقبل القبلة، ثمّ نادِ ثلاثة أصوات تُسْمع أصحابك: اللهمّ إنّك قد أجلستَ الضّحّاك في قبره تسائله عن ربّه وعن دينه وعن نبيّه، فَثَبِّتْهُ بالقَوْلِ الثابتِ في الحياة الدّنْيا وَفي الآخرة، ثمّ انصرف.»

## روايته للحديث النبوي
- روى عن: الأسود بن يزيد النخعي، وأنس بن مالك، وزيد بن أرقم، وأبو سعيد الخدري، وسعيد بن جبير، وطاووس بن كيسان ، وعبد الله بن عباس، وعبد الله بن عمر بن الخطاب، وعبد الرحمن بن عوسجة، وعطاء بن أبي رباح، وأبي الأحوص عوف بن مالك بن نضلة الجشمي، والنزال بن سبرة، وأبي هريرة، وقيل: لم يثبت له سماع من أحد من الصحابة.
- روى عنه: إسماعيل بن أبي خالد، وأبو حاتم بزيع بن عَبد الله اللحام، وبشير أبو إسماعيل، وثابت بن جأَبَان، وجعفر بن عكرمة القرشي، وجويبر بن سَعِيد، وحبيب بن عطاء، والحسن بن يحيى البَصْرِيّ نزيل خراسان، وحكيم بن الديلم، وأبو زهير حيان بن عَبد الله بن زهير العبدي البَصْرِيّ، وأَبُو سنان سَعِيد بْن سنان الشيباني الأصغر، وأبو سعد سعيد بن المرزبان البقال، وسلمة بن نبيط بن شريط، وأبو عيسى سُلَيْمان بن كيسان الخراساني، وأبو سنان ضرار بن مرة الشيباني الأكبر، وعبد الرحمن بن عوسجة، وعبد العزيز بن أبي رواد، وعبد الملك بْن ميسرة الزراد، وعُبَيد الله مولى عُمَر بن مسلم الباهلي قوله، وأبو الحارث عُبَيد بن سُلَيْمان الباهلي الخراساني، وأبو سيدان عُبَيد بْن الطفيل، وعثمان بن داود الخولاني الدمشقي، وأبو روق عطية بْن الحارث الهمداني الكوفي، وعلي بن الحكم البناني، وعلي بن مالك الكوفي، وعامارة بن أَبي حفصة، وعُمَر بن ميمون بن الرماح، وأبو إسحاق السبيعي، وغالب بن سليثمان الجهضمي، وقدامة بن عبد الرحمن الرؤاسي، وقرة بن خالد السدوسي، وقيس بن سليم العنبري، وكثير بن سليم المدائني، ومالك بن سَعِيد البلخي، ومحمد بن سليم الخراساني، ومزاحم بن زفر، ومشاش، ومقاتل بن حيان النبطي، وميمون أبو عبد الله الخراساني الوراق، وأبو مصلح نصر بن مشارس، ونهشل بن سَعِيد، وواصل مولى أبي عُيَيْنَة، والوليد بن ثعلبة، وأبو جناب يَحْيَى بْن أَبي حية الكلبي.[4]
- الجرح والتعديل: وثّقه أحمد بن حنبل، ويحيى بن معين، وأبو زرعة الرازي، والدارقطني، والعجلي، وقال الذهبي: «ليس بالمجود لحديثه، وهو صدوق في نفسه»، قال يحيى القطان: «كان الضحاك عندنا ضعيفًا.»، وقال أيضًا: «كان شعبة لا يحدث عن الضحاك بن مزاحم، وكان ينكر أن يكون لقى ابن عباس قط»، وذكر العجلي أنه ليس من التابعين ولم ير أحدًا من الصحابة، وقال ابن حبان في كتاب الثقات: «لقي جماعة من التابعين، ولم يشافه أحدا من أصحاب رَسُول اللَّهِ ﷺ، ومن زعم أنه لقي ابن عباس، فقد وهم»، وقال ابن عدي: «عُرف بالتفسير، فأما رواياته عن ابن عباس، وأبي هُرَيْرة، وجميع من روى عنه، ففي ذلك كله نظر، وإنما اشتهر بالتفسير.»، روى له أصحاب السنن الأربعة.[4]